# Geoffrey Moore
Geoffrey Moore est un écrivain et consultant hi-tech de la Silicon Valley.

## Biographie
Il est né le 31 juillet 1946 à Portland dans l'Oregon.
Ses livres sont basés sur son expérience en tant que consultant au sein du McKenna Group et du Chasm Group (qu'il a fondé), et des travaux de son prédécesseur Everett Rogers sur les catégories d'adopteurs et la diffusion de l'innovation.
En analysant le cycle d'adoption des innovations, il identifie cinq catégories :
- Innovateurs (2,25 %) ;
- Adopteurs précoces (15 %) ;
- Majorité avancée (34 %) ;
- Majorité tardive (34 %) ;
- Retardataires (15 %).

L'idée majeure de Moore est que différents groupes adoptent les innovations pour différentes raisons. Les adopteurs précoces sont des fondus de technologie recherchant un changement radical, alors que la majorité avancée veut une « amélioration de la productivité ». Le second groupe veut un produit fini, alors que le premier accepte les imperfections et possède les compétences techniques pour voir immédiatement les avantages.

## Livres
- Crossing the Chasm: Marketing and Selling High-tech Products to Mainstream Customers (1991) ;
- Inside the Tornado: Marketing Strategies from Silicon Valley's Cutting Edge (1995) ;
- The Gorilla Game: An Investor's Guide to Picking Winners in High Technology (avec Paul Johnson et Tom Kippola, 1998) ;
- Sur la ligne de faille : Les Nouveaux Business Models et la création de valeur à l'ère d'Internet (2000) ;
- Dealing with Darwin: How Great Companies Innovate at Every Phase of Their Evolution (2005).